# Tadawul
Tadāwul (en árabe: تداول‎) o Saudi Exchange (en árabe: تداول السعودية‎) es una bolsa de valores de Arabia Saudí. Se creó formalmente en 2007 para actuar como bolsa de valores, aunque en verdad desde 1954 existe en el país un mercado financiero informal. En la década de 1970, eran ya 14 las empresas cotizadas, y comenzó a adquirir cierto estatus formal como Saudi Company for Share Registration en 1980. Está regulada por la Autoridad del Mercado de Capitales, pero se ha autorregulado parcialmente desde 2018. En 2020 reunía a un total de 203 empresas cotizadas. 
El 26 de febrero de 2017, se lanzó el Mercado Paralelo Saudita (Nomu) como un mercado de valores alternativo, con requisitos de cotización más ligeros para proporcionar a las medianas empresas una plataforma previa a la cotización pública. Tadāwul es propiedad exclusiva del Fondo de Inversión Pública saudita.

## Historia
El índice Tadawul All-Share Index (TASI) alcanzó su récord de cotización con 20.634,86 puntos el 25 de febrero de 2006.
Tadawul es miembro de la Organización Internacional de Comisiones de Valores (IOSCO), la Federación Mundial de Bolsas (WFE), la Federación Árabe de Bolsas (AFE) y también es miembro de Bolsas de Valores Sostenibles (SSE), iniciativa de Naciones Unidas. El capital social de Tadawul es de 1.200 millones de SAR dividido en 120 millones de acciones de 10 SAR cada una.

### Crack de 2006
Conocido como "febrero negro", el 26 de febrero de 2006 el mercado de valores saudí se desplomó y el número de empresas que cotizaban en bolsa cayó a 76, lo que provocó una pérdida de un billón de riales sauditas y la quiebra de muchas empresas. En efecto, el domingo 26 de febrero de 2006 comenzó la sesión con una oleada de ventas (1,5 millones de acciones) en apenas un minuto de negociación, después de que la Autoridad del Mercado de Capitales del Reino (CMA) hubiera decidido un día antes reducir la volatilidad al 5% . El índice saudita perdió en el segundo día del desplome cerca de 980 puntos, equivalente al 4,75% del mercado total, y las acciones perdieron aproximadamente 144,5 mil millones de riales de su valor de mercado. La crisis se resolvió permitiendo a los residentes no sauditas invertir directamente en el mercado de valores y no limitarlo a fondos de inversión, a la vez que se redujo el valor nominal de las acciones por decisión de la CMA.

## Apertura
Su horario de negociación es de 10:00 a. m. a 3:10 p. m., de domingo a jueves. No se realizan transacciones durante los días festivos oficiales sauditas, que son el Día Nacional Saudita, Eid al-Adha y Eid al-Fitr.
| Mercado                   | Hora de inicio | Hora de finalización |
| ------------------------- | -------------- | -------------------- |
| Negociar con acciones     | 10:00 a. m.    | 3:00 p. m.           |
| Negociar con ETF          | 10:00 a. m.    | 3:00 p. m.           |
| Comercio de sukuk y bonos | 10:00 a. m.    | 3:00 p. m.           |

## Rentabilidad
La siguiente tabla muestra la evolución anual del índice Tadawul All-Share desde 2001.
| Año  | Nivel de cierre | Cambio de índice en puntos | Cambio de índice en % |
| ---- | --------------- | -------------------------- | --------------------- |
| 2001 | 2.430,11        |                            |                       |
| 2002 | 2.518,08        | 87,97                      | 3.62                  |
| 2003 | 4.437,58        | 1.919,50                   | 76,23                 |
| 2004 | 8.206,23        | 3.768,65                   | 84,93                 |
| 2005 | 16.712,64       | 8.506,41                   | 103,66                |
| 2006 | 7.933,29        | −8.779,35                  | −52,53                |
| 2007 | 11.175,96       | 3.242,67                   | 40,87                 |
| 2008 | 4.802,99        | −6.372,97                  | −57,02                |
| 2009 | 6.121,76        | 1.318,77                   | 27,46                 |
| 2010 | 6.620,75        | 498,99                     | 8.15                  |
| 2011 | 6.418,13        | −202,62                    | −3,06                 |
| 2012 | 6.801,22        | 383.09                     | 5,97                  |
| 2013 | 8.536,60        | 1.734,38                   | 25,50                 |
| 2014 | 8.333,30        | −202,30                    | −2,37                 |
| 2015 | 6.911,76        | −1.421,54                  | −17.06                |
| 2016 | 7.210,43        | 298,67                     | 4.32                  |
| 2017 | 7.226,32        | 15,89                      | 0,22                  |
| 2018 | 7.826,73        | 600.41                     | 8.31                  |
| 2019 | 8.389,23        | 562.50                     | 7.19                  |
| 2020 | 8.689,53        | 300.30                     | 3.58                  |